# فلج

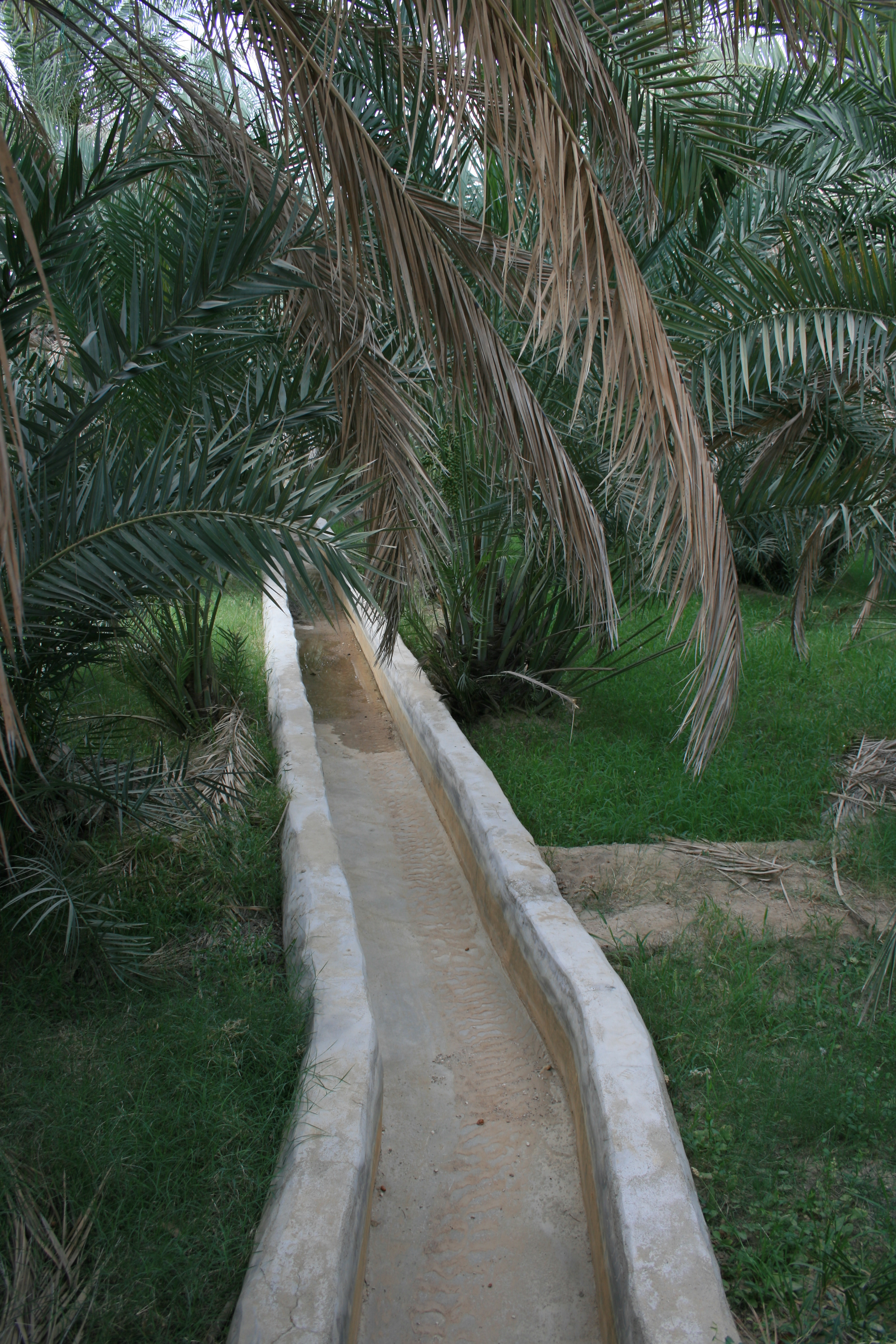
فلج بالعين، أبوظبي.

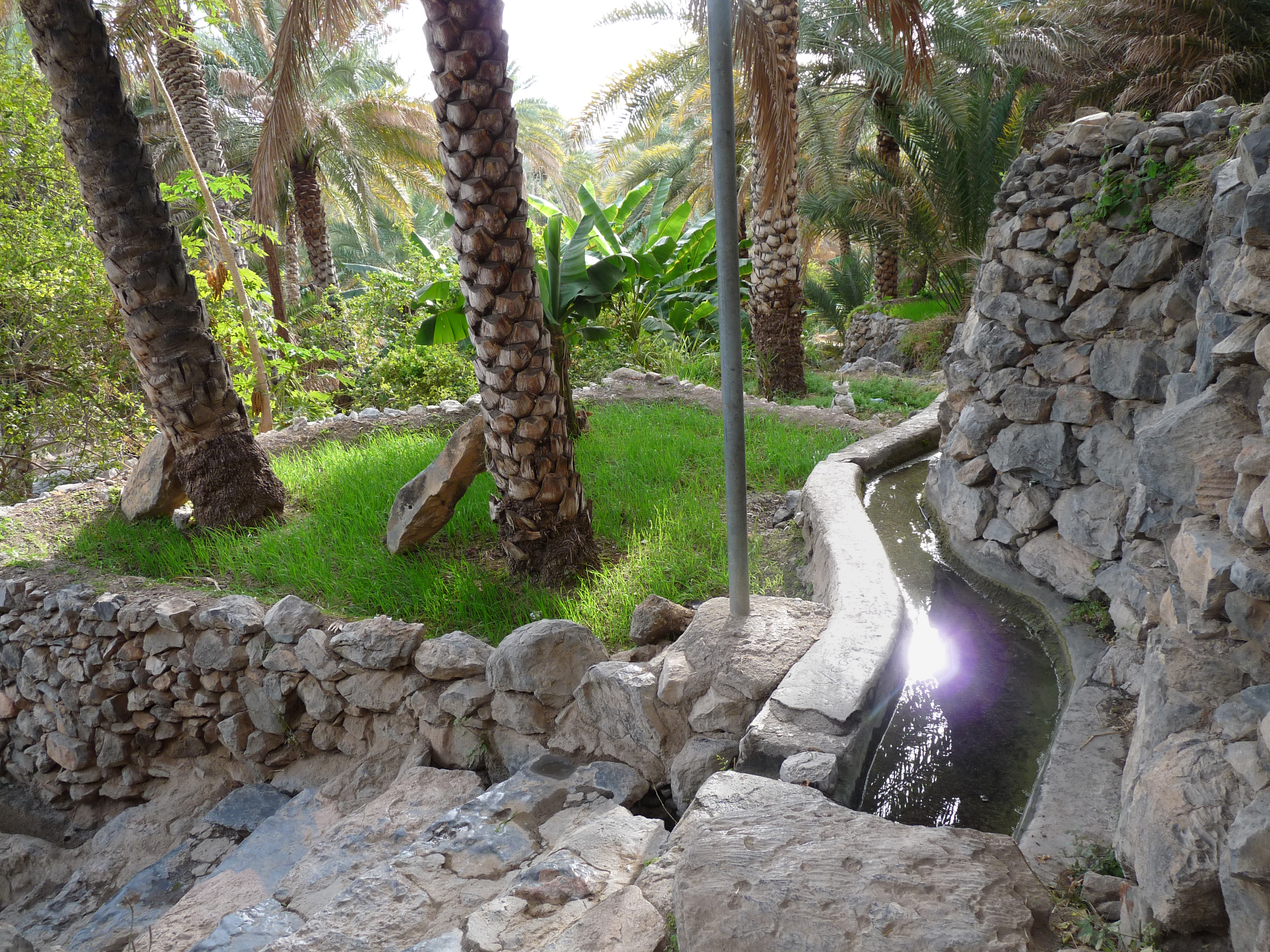
فلج بـ عُمان.

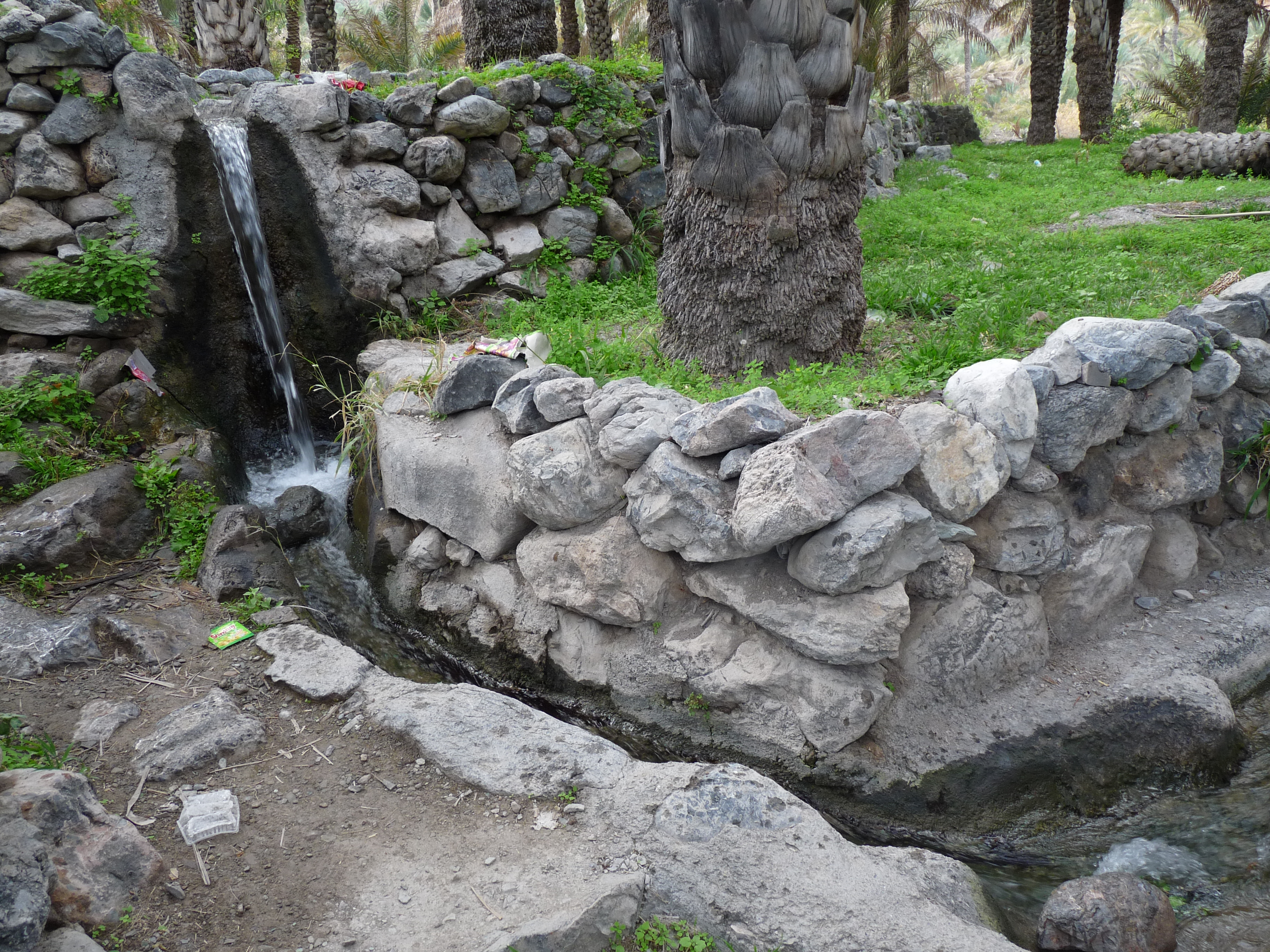
فلج ببلادسيت، عُمان.

الفلج (الجمع: أَفْلَاج) هو قناة محفورة في باطن الأرض، أو على سطحها، قد تكون مغطاة أو مكشوفة، غرضها تجميع المياه الجوفية أو مياه العيون والينابيع الطبيعية أو المياه السطحية أو اعتراض وتجميع مياه السيول، فتنقل المياه المتجمعة من مواردها في قناة الفلج بتدفق طبيعي. كما يقال لها فلوجة (الجمع: فَلَالِيْج).

## الأصل اللغوي
ذكر ابن منظور الفلج في لسان العرب حيث قال 
وفي الصحاح